# Laura Martínez González
Laura Martínez González (Vilanova del Camí, Barcelona, Cataluña, España, 29 de enero de 1999), más conocida como Laura Martínez o Laura, es una futbolista española que juega como centrocampista (destaca como mediocentro organizador pero también puede jugar como interior y como mediapunta) y que actualmente milita en el FC Levante Las Planas de la Primera División Femenina.

## Trayectoria

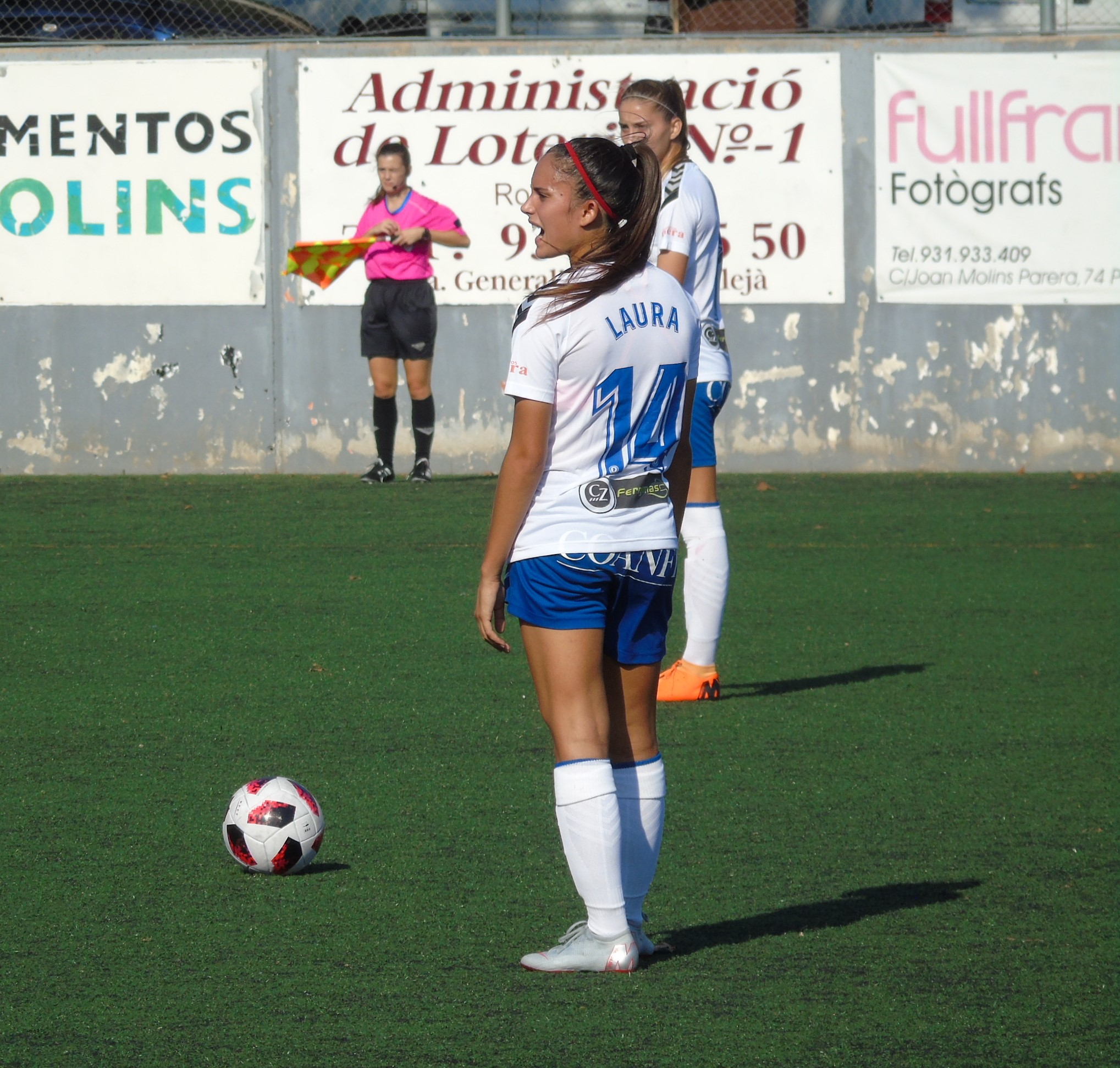
Laura Martinez(Zaragoza C.F.F.) - Lanzamiento de falta

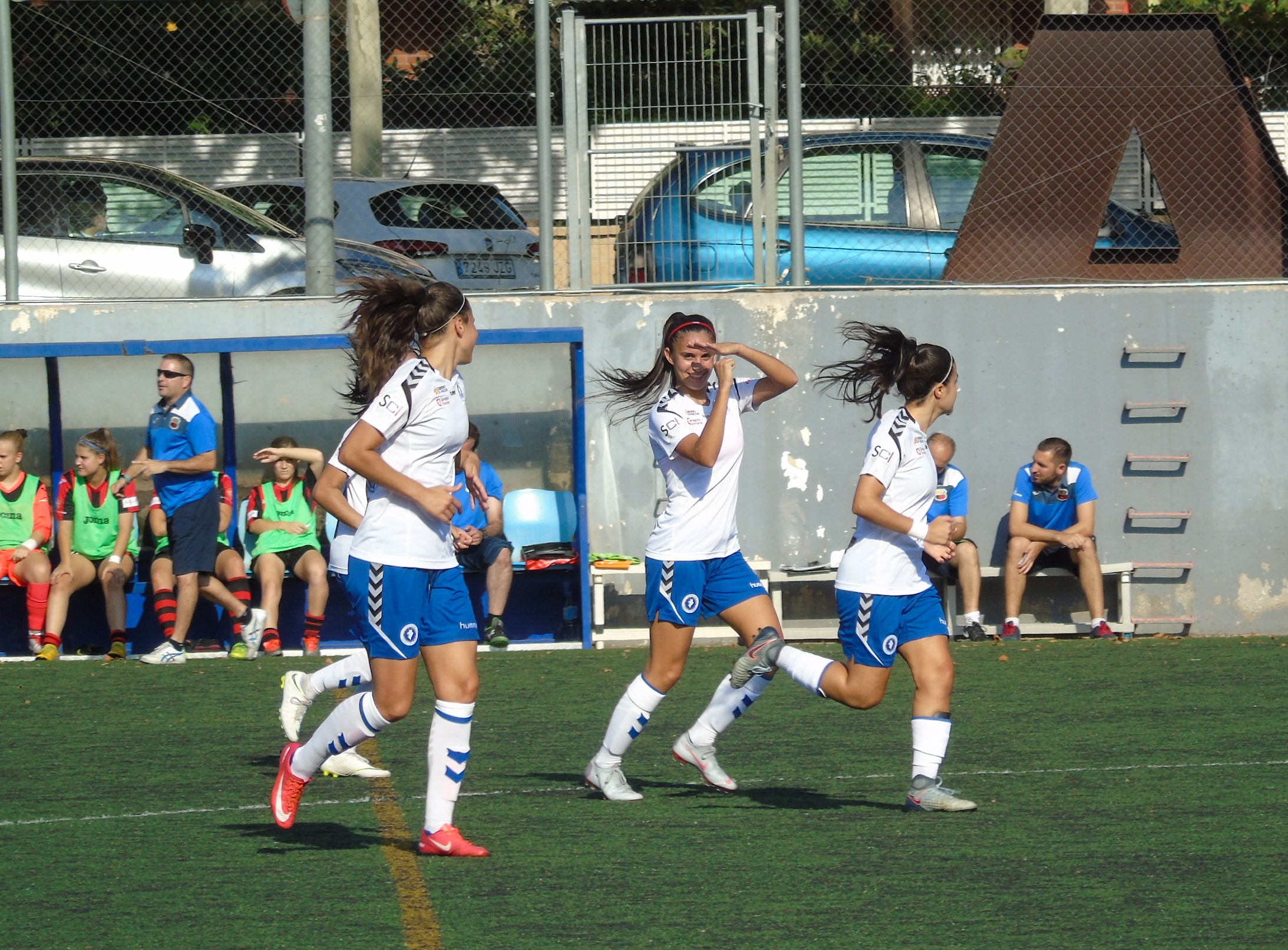
Laura Martinez(Zaragoza C.F.F.) - Celebración

## Clubes
| Club                             | País   | Año         |
| -------------------------------- | ------ | ----------- |
| Club Esportiú Anoia              | España | 2006 - 2008 |
| Gimnastic de Manresa             | España | 2008 - 2009 |
| Club de Futbol Igualada          | España | 2009-2011   |
| Fútbol Club Barcelona (Infantil) | España | 2011 - 2012 |
| Fútbol Club Barcelona (Cadete)   | España | 2012 - 2015 |
| Fútbol Club Barcelona ("B")      | España | 2015 - 2018 |
| Zaragoza CFF                     | España | 2018 - 2021 |
| Santa Teresa Club Deportivo      | España | 2021 - 2022 |
| FC Levante Las Planas            | España | 2022 - Act. |

## Palmarés

### Campeonatos nacionales (clubes)
| Título                       | Club                       | País   | Temporada |
| ---------------------------- | -------------------------- | ------ | --------- |
| Copa Cataluña (Cat.Infantil) | F. C. Barcelona (Infantil) | España | 2011-2012 |
| Liga Cataluña (Cat.Infantil) | F. C. Barcelona (Infantil) | España | 2011-2012 |
| Copa Cataluña (Cat.Cadete)   | F. C. Barcelona (Cadete)   | España | 2012-2013 |
| Liga Cataluña (Cat.Cadete)   | F. C. Barcelona (Cadete)   | España | 2012-2013 |
| Copa Cataluña (Cat.Cadete)   | F. C. Barcelona (Cadete)   | España | 2013-2014 |
| Liga Cataluña (Cat.Cadete)   | F. C. Barcelona (Cadete)   | España | 2013-2014 |
| Copa Cataluña (Cat.Cadete)   | F. C. Barcelona (Cadete)   | España | 2014-2015 |
| Liga Cataluña (Cat.Cadete)   | F. C. Barcelona (Cadete)   | España | 2014-2015 |
| Segunda División (Grupo 3)   | F. C. Barcelona ("B")      | España | 2015-2016 |
| Segunda División (Grupo 3)   | F. C. Barcelona ("B")      | España | 2016-2017 |
| Segunda División (Grupo 3)   | F. C. Barcelona ("B")      | España | 2017-2018 |
| Segunda División (Grupo 3)   | Zaragoza CFF               | España | 2018-2019 |

### Campeonatos nacionales (selecciones autonómicas)
| Título                                         | Categoría                               | Año  |
| ---------------------------------------------- | --------------------------------------- | ---- |
| Campeonato España selecciones autonómicas (3º) | selección autonómica de fútbol (Sub-12) | 2010 |
| Campeonato de España de sel.autonómicas (1º)   | selección autonómica de fútbol (Sub-18) | 2016 |
| Campeonato de España de sel.autonómicas (1º)   | selección autonómica de fútbol (Sub-18) | 2017 |

### Distinciones individuales
| Distinción                                    | Año       |
| --------------------------------------------- | --------- |
| Mejor deportista absoluta (Vilanova del Camí) | 2016-2017 |